# أنخيل أوكانيا
أنخيل أوكانيا (بالإسبانية: Ángel Ocaña)‏ ولد بتاريخ 7 يونيو 1960 في غرناطة، هو دراج إسباني سابق.

## روابط خارجية
- أنخيل أوكانيا على موقع أرشيف الدراجات (الإنجليزية)
- أنخيل أوكانيا على موقع إحصائيات الدراجات الإحترافية (الإنجليزية)